# Mark Peploe
Mark Peploe est un réalisateur et scénariste de cinéma britannique né le 24 février 1943 à Nairobi (colonie et protectorat du Kenya) et mort le 18 juin 2025 à Florence (Italie).

## Biographie

### Famille
Mark Peploe est le frère de Clare Peploe. Il est le beau-frère du réalisateur italien Bernardo Bertolucci.

## Filmographie

### Réalisateur
- 1991 : Double Vue
- 1996 : Victory

### Scénariste
- 1975 : Profession : reporter
- 1975 : La Babby-Sitter
- 1987 : Le Dernier Empereur
- 1990 : Un thé au Sahara
- 1991 : Double Vue
- 1993 : Little Buddha
- 1996 : Victory